# غوران زكاريتش
غوران زكاريتش مواليد 7 نوفمبر 1992 في غراديسكا، البوسنة والهرسك، هو لاعب كرة قدم بوسني يلعب كلاعب وسط. مثّل منتخب البوسنة والهرسك لكرة القدم.
بدأ غوران حياته الكروية في مسقط رأسه مع نادي كوزارا غراديسكا، قبل أن ينضم إلى نادي شيروكي برييغ في عام 2010. وفي العام التالي انتقل إلى نادي دينامو زغرب. فترته مع النادي تميزت بالعديد من القروض، حتى استقر في النهاية مع نادي جيلييزنيتشار ساراييفو في عام 2017. في وقت لاحق من العام، انتقل إلى نادي بارتيزان لمدة سنة واحدة بعد أن وقع مع يونيفرسيتاتيا كرايوفا. وفي العام التالي انضم إلى نادي بوراتس بانيا لوكا و وقع إلى نادي أحد السعودي مطلع عام 2022.
لعب مع نادي البوسنة والهرسك الدولي للشباب، حيث قدم أفضل مشاركاته الدولية في عام 2014، وفاز مع النادي بأحد عشر مباراة دولية.

## المسيرة الاحترافية

### البدايات المبكرة
بدأ غوران لعب كرة القدم في نادي مسقط رأسه كوزارا غراديسكا الذي انضم إليه في عام 2001. وبدأ الاحتراف لأول مرة في عام 2009 في سن السادسة عشرة.
في يونيو 2010 التحق بنادي شيروكي برييغ، وسجل أول هدف له ضد نادي بوراتس بانيا لوكا في 31 يوليو.
في 16 مايو 2011 وقع على عقداً لمدة سبع سنوات مع النادي الكرواتي دينامو زغرب. ولكن فترته مع الفريق تميزت بالعديد من القروض، ولم يحصل على فرصة للعب مع الفريق الأول.

### نادي جيلييزنيتشار ساراييفو
في يناير عام 2017 انتقل إلى نادي جيلييزنيتشار ساراييفو لمدة سنتين. في 26 فبراير، شارك لأول مرة مع النادي خارج أرضه في مباراة ضد نادي كروبا. سجل أول هدف له مع نادي جيلييزنيتشار ضد نادي رادنيك بيلينا في 18 مارس.
في 18 أبريل 2018 سجل أول هاتريك له ضد نادي سلوبودا توزلا.
فاز في أول بطولة مع النادي في 9 مايو بعد أن تغلب ناديه على نادي كروبا في كأس البوسنة والهرسك 2017–18. في وقت لاحق من ذلك الشهر، مُنح لقب أفضل لاعب في الدوري الموسم الماضي.

### نادي بارتيزان
بعد مفاوضات مطولة، تم نقله إلى نادي بارتيزان الصربي مقابل 150,000 يورو في أغسطس 2018. وسجل في المنافسة لأول مرة للفريق في الدوري الأوروبي ضد نادي نوردشيلاند. في 12 أغسطس، ظهر في الدوري لأول مرة في مباراة ضد نادي زيمون. في مباراة ضد نادي فوزدوفاتس في 5 أكتوبر، سجل هدفين، وكان هذان الهدفان أول أهدافه في الدوري لصالح نادي بارتيزان. فاز في أول بطولة مع النادي في مايو عام 2019، بفوزه على نادي النجم الأحمر بلغراد في نهائي كأس صربيا.
وفي 6 سبتمبر عام 2019، وافق غوران ونادي بارتيزان على فسخ عقده.

### التعاقدات الأخيرة
في 8 أكتوبر عام 2019، وقع عقداً لأربع سنوات مع النادي الروماني يونيفرسيتيا كرايوفا.
في فبراير عام 2020، التحق بنادي بوراتس بانيا لوكا بعقد لمدة عام واحد.

### أندية لعب لها
- نادي شيروكي برييغ
- نادي دينامو زغرب
- نادي لوكوموتيفا
- زرينيسكي موستار
- نادي جيلييزنيتشار ساراييفو
- نادي بارتيزان
- نادي أحد السعودي

## المشاركة الدولية
مثل غوران البوسنة والهرسك في مختلف مستويات الشباب.
في أغسطس عام 2014، استُدعي إلى منتخب البوسنة والهرسك، حيث لعب ضد منتخب ليختنشتاين ومنتخب قبرص. وشارك دولياً لأول مرة في مباراة ودية ومنتخب قبرص.

## الحياة الشخصية
تزوج غوران في يوليو 2016. ولديه ابنتان أمبر ولانا.

## الإحصاءات

### الأندية
آخر تحديث 22 ديسمبر 2019.
| النادي                     | الموسم        | الدوري                       | الدوري    | الدوري  | الكأس     | الكأس   | قارات     | قارات   | المجموع   | المجموع |
| النادي                     | الموسم        | القسم                        | المشاركات | الأهداف | المشاركات | الأهداف | المشاركات | الأهداف | المشاركات | الأهداف |
| -------------------------- | ------------- | ---------------------------- | --------- | ------- | --------- | ------- | --------- | ------- | --------- | ------- |
| نادي شيروكي برييغ          | 2010–11       | دوري البوسنة والهرسك الممتاز | 24        | 5       | 5         | 1       | 0         | 0       | 29        | 6       |
| نادي شيروكي برييغ (إعارة)  | 2011–12       | دوري البوسنة والهرسك الممتاز | 21        | 4       | 7         | 0       | 2         | 0       | 30        | 4       |
| نادي شيروكي برييغ (إعارة)  | المجموع       | المجموع                      | 45        | 9       | 12        | 1       | 2         | 0       | 59        | 10      |
| نادي لوكوموتيفا (إعارة)    | 2012–13       | الدوري الكرواتي الممتاز      | 22        | 0       | 6         | 1       | –         | –       | 28        | 1       |
| نادي شيروكي برييغ (إعارة)  | 2013–14       | دوري البوسنة والهرسك الممتاز | 28        | 9       | 6         | 1       | 4         | 0       | 38        | 10      |
| نادي شيروكي برييغ (إعارة)  | 2014–15       | دوري البوسنة والهرسك الممتاز | 28        | 4       | 9         | 1       | 4         | 2       | 41        | 7       |
| نادي شيروكي برييغ (إعارة)  | المجموع       | المجموع                      | 56        | 13      | 15        | 2       | 8         | 2       | 79        | 17      |
| زرينيسكي موستار (إعارة)    | 2015–16       | دوري البوسنة والهرسك الممتاز | 26        | 7       | 1         | 0       | 2         | 0       | 29        | 7       |
| نادي سلافن بيلوبو (إعارة)  | 2016–17       | الدوري الكرواتي الممتاز      | 7         | 0       | 0         | 0       | –         | –       | 7         | 0       |
| نادي جيلييزنيتشار ساراييفو | 2016–17       | دوري البوسنة والهرسك الممتاز | 14        | 2       | 3         | 0       | –         | –       | 17        | 2       |
| نادي جيلييزنيتشار ساراييفو | 2017–18       | دوري البوسنة والهرسك الممتاز | 30        | 12      | 8         | 5       | 4         | 1       | 42        | 18      |
| نادي جيلييزنيتشار ساراييفو | المجموع       | المجموع                      | 44        | 14      | 11        | 5       | 4         | 1       | 59        | 20      |
| نادي بارتيزان              | 2018–19       | الدوري الصربي لكرة القدم     | 29        | 4       | 3         | 2       | 4         | 1       | 36        | 7       |
| نادي يونيفرسيتيا كرايوفا   | 2019–20       | دوري الدرجة الأولى الروماني  | 10        | 0       | 0         | 0       | –         | –       | 10        | 0       |
| نادي بوراتس بانيا لوكا     | 2019–20       | دوري البوسنة والهرسك الممتاز | 0         | 0       | 0         | 0       | –         | –       | 0         | 0       |
| المجموع الكلي              | المجموع الكلي | المجموع الكلي                | 239       | 47      | 48        | 11      | 20        | 4       | 307       | 62      |

### الدولية
آخر تحديث 23 مارس 2019.
| المنتخب الوطني  | السنة | المباريات | الأهداف |
| --------------- | ----- | --------- | ------- |
| البوسنة والهرسك |       |           |         |
| 2014            | 1     | 0         |         |
| 2015            | 0     | 0         |         |
| 2016            | 0     | 0         |         |
| 2017            | 0     | 0         |         |
| 2018            | 9     | 0         |         |
| 2019            | 1     | 0         |         |
| مجموع           | مجموع | 11        | 0       |

## الانجازات
نادي زرينيسكي موستار
- الدوري البوسني الممتاز: 2015-16

نادي جيلييزنيتشار ساراييفو
- كأس البوسنة: 2017-18

نادي بارتيزان
- كأس صربيا: 2018-19

الجوائز
- دوري البوسنة والهرسك الممتاز (لاعب الموسم): 2017-18

## روابط خارجية
- غوران زكاريتش على موقع الاتحاد الأوربي (الإنجليزية)
- غوران زكاريتش على موقع قاعدة بيانات كرة القدم.إي يو (الإنجليزية)
- غوران زكاريتش على موقع ناشيونال فوتبول تيمز (الإنجليزية)
- غوران زكاريتش على موقع Soccerway.com (الإنجليزية)
- غوران زكاريتش على فرق كرة القدم الوطنية.كوم
- غوران زكاريتش – سجل منافسات اليويفا